# The Far Side
The Far Side — популярная серия стрип-комиксов, созданная американским художником Гэри Ларсоном. Публиковалась с 1980 по 1995 год. Сюрреалистический юмор Ларсона основан на необычных социальных ситуациях, логических ошибках и поисках смысла жизни. Частое использование Ларсоном животных обычно связывают с его познаниями в биологии. Комикс публиковался в более чем 1900 ежедневных газетах, переводился на 17 языков, печатался в календарях и на поздравительных открытках (преимущественно в США). После 25-летнего перерыва в июле 2020 года Ларсон вновь начал рисовать карикатуры, публикуемые на официальном сайте комикса.
Был отмечен премией Национального общества карикатуристов за 1985 и 1988 годы и премией Рубена за 1990 и 1994 годы. Премия Webby People’s Voice Award 2020 за юмор в категории Web.

## История
Впервые The Far Side появился в выпуске газеты San Francisco Chronicle от 1 января 1980 года. К 1983 году число изданий, печатавших комикс, увеличилось до восьмидесяти, а к 1985 году — до двухсот. Первоначально Ларсон рисовал шесть карикатур в неделю. К 1987 году это число дошло до семи. С октября 1988 года по январь 1990 года был перерыв в The Far Side, поскольку Ларсон отправился изучать джазовую гитару с Джимом Холлом. Работа над The Far Side возобновилась в 1990 году. Последний выпуск Far Side был опубликован 1 января 1995 года. В октябре 1994 года Ларсон объявил, что заканчивает работу из-за «простой усталости». Позже Ларсон также заявил, что хотел бы продолжить карьеру джазового гитариста.
За 15 лет работы было опубликовано в общей сложности 4337 выпусков. К моменту завершения серия была опубликована в более чем 1900 статьях и переведена на 17 языков.
С 2019 года некоторые из старых выпусков The Far Side и отдельные новые рисунки публикуются в интернете на сайте серии.

## Содержание
Комикс отличается нетрадиционным, часто сюрреалистическим, стилем юмора. Существует мнение, что юмор The Far Side был «сюрреалистичным и иногда очень мрачным». Считается, что на Ларсона повлияло «болезненное» чувство юмора его семьи. Ларсон стремился высмеять условия жизни человека, часто изображая животных в виде людей.
Повторяющиеся темы в The Far Side включают людей, оказавшихся на необитаемых островах, пришельцев, Небеса, Ад, жизнь пещерных людей и средневековые подземелья. Часто встречаются животные, особенно коровы. Иногда работы Ларсона отказывались публиковать, поскольку редакторы находили их неприличными, оскорбительными или трудными для понимания. Примеры тем таких работ включают ковбоев, поджаривающих лошадь на костре, потому что они «достаточно голодны, чтобы съесть лошадь», или птицу, поедающую омлет из младенцев. Как правило, они также избегали публиковать карикатуры с копрологическим юмором; Ларсон вспомнил, что в первые несколько лет работы на полосе ему даже не разрешали рисовать нужник. Ларсон часто не соглашался с решениями своих редакторов и иногда добивался публикации отвергнутых карикатур, хотя он признает, что большинство их решений, вероятно, спасло его карьеру. Ларсон также говорит, что никогда не пытался намеренно обидеть читателей.

## Выставки
В 1987 году в Национальном музее естественной истории Смитсоновского института в Вашингтоне, округ Колумбия, была показана специальная выставка из 527 выпусков The Far Side. Позже выставка экспонировалась в Сан-Франциско, Вашингтоне, округ Колумбия, Орландо, Чикаго, Торонто, Нью-Йорке, Денвере и Лос-Анджелесе.

## Наследие
Сара Ларсон в статье для The New Yorker писала, что The Far Side появился в то время, когда газетные комиксы, как правило, были более прямолинейными, как Peanuts, «Гарфилд», For Better or For Worse и «Дунсбери». The Far Side ввел в обиход более современный и сюрреалистический юмор, который в дальнейшем повлиял на другие комиксы, такие как «Кельвин и Хоббс» и Bloom County. Считается также, что юмор для «шибко умных», свойственный Ларсону, нашел отражение в таких сериалах, как «Симпсоны».
В мире науки
Абстрактный юмор Ларсона был особенно популярен среди ученых. Карикатуры из комикса The Far Side можно найти в университетах, музеях и исследовательских институтах в США и других странах.

### Комментарии
1. ↑  Американское устойчивое выражение «I'm so hungry I could eat a horse» — «голоден как волк»

### Сноски
1. ↑  The Complete Far Side. Andrews McMeel Publishing. Дата обращения: 3 сентября 2008. Архивировано из оригинала 30 апреля 2008 года.
2. ↑  NCS Awards—Newspaper Panel. National Cartoonists Society. Дата обращения: 3 сентября 2008. Архивировано 28 мая 2008 года.
3. ↑  The Reuben Award 1975 to present. National Cartoonists Society. Дата обращения: 3 сентября 2008. Архивировано 28 июня 2011 года.
4. ↑  Jacob Kastrenakes. Here are all the winners of the 2020 Webby Awards (англ.). The Verge (20 мая 2020). Дата обращения: 22 мая 2020. Архивировано 21 мая 2020 года.
5. ↑  Larson, 1989, p. 38.
6. 1 2 3 4  Susan McCarthy. Gary Larson. Salon (21 декабря 1999). Дата обращения: 15 сентября 2018. Архивировано 17 ноября 2021 года.
7. 1 2  'Far Side' Cartoonist Gary Larson. NPR (17 октября 2003). Дата обращения: 15 сентября 2018. Архивировано 18 ноября 2021 года.
8. ↑  Charles Solomon. 20 years later, 'The Far Side' is still far out, and the new collection is lighter! SCPR (2 декабря 2014). Дата обращения: 16 сентября 2018. Архивировано 13 апреля 2021 года.
9. ↑  George Gene Gustines. 'The Far Side' Is Back. Sort Of. Gary Larson Will Explain. The New York Times (17 декабря 2019). Дата обращения: 17 декабря 2019. Архивировано 18 ноября 2021 года.
10. ↑  Karen Schmidt. Cartoonist To Quit Drawing 'Far Side'. Hartford Courant (4 октября 1994). Дата обращения: 26 июля 2020. Архивировано 18 ноября 2021 года.
11. ↑  Rebecca Cook. Gary Larson revisits 'The Far Side'. Lawrence Journal-World (30 ноября 2003). Дата обращения: 16 сентября 2018. Архивировано 18 ноября 2021 года.
12. 1 2  Joseph Collins. Gary Larson - Cartoonist With Compassion. Infinite Fire (20 августа 2016). Дата обращения: 21 сентября 2018. Архивировано 18 ноября 2021 года.
13. ↑  Chris Sims. The Strange Comics and Equally Strange Legacy of 'The Far Side' and Gary Larson. ComicsAlliance (14 августа 2015). Дата обращения: 21 сентября 2018. Архивировано 18 ноября 2021 года.
14. ↑  Larson, 1989, p. 172—183.
15. ↑  Интервью с Гэри Ларсоном в телепередаче 20/20. 8 января 1987.
16. ↑  David O'Reilly (16 апреля 1987). The Far Side Of The Smithsonian Through Gary Larson's Lens, The World's A Naturally Wacky Place, So A Temple To Natural History Is A Fitting Place For A Show Of His Cartoons. Inquirer. Архивировано 3 марта 2016. Дата обращения: 12 марта 2014.
17. ↑  Sarah Larson. 'The Far Side' Returns to a Weird World (амер. англ.). The New Yorker (25 июля 2020). Дата обращения: 26 июля 2020. Архивировано 25 июля 2020 года.
18. ↑  Хёрд, 2022, с. 49.